# گمشده (مجموعه تلویزیونی ۲۰۱۲)
گمشده (به انگلیسی: Missing) یک سریال آمریکایی است که پروژه آن توسط گِرگوری پویرر خالق داستان گنجینه ملی: کتاب رمز با بازی نیکلاس کیج طراحی شده و از ۱۵ مارس ۲۰۱۲ از شبکه تلویزیون ای بی سی(ABC) و در کانادا از شبکه سی تی وی(CTV) در حال پخش است.

## خلاصه داستان
بکاوینستون (اشلی جاد) مأمور سابق سی آی ای که پسرش (مایکل) در جریان تحصیل در ایتالیا به‌طرز مرموزی گمشده به اروپا سفر می‌کند و از هیچ کوششی برای یافتن پسرش فروگذاری نمی‌کند. جستجویهایش او را به سوی قاتل همسرش (پل) که او نیز مأمور سی آی بود و ۱۰ سال پیش در یک حادثه بمب‌گذاری اتومبیلش به قتل رسیده هدایت می‌کند.

## دربارهٔ سریال
اشلی جاد که دو بار نامزد دریافت گلدن گلوب بوده برای اولین بار در یک سریال تلویزیونی بازی می‌کند. او نقش کوتاهی در سریال خواهران داشت و فیلم‌های فریدا، خطر مضاعف ،مخمصه و جنایت در سطح بالا را در کارنامه دارد و به خاطر فیلم‌های دوست داشتنی و نورما جین و ماریلین نامزد دریافت گلدن گلوب بوده‌است.
این سریال در ۱۰ اپیزود تهیه و فیلمبرداری آن در پراگ دوبروونیک و استانبول در تابستان ۲۰۱۱ انجام شده‌است.
دی وی دی این ۱۰ اپیزود از ۱۲ ژوئن ۲۰۱۲ در آمریکا و کانادا به بازار خواهد آمد.

## بازیگران نقش‌های اصلی
- اشلی جاد در نقش ربکا (بکا) وینستون
- کلیف کرتیس در نقش مأمور سی ای آی داکس میلر
- شون بین در نقش پل وینستون
- نیک اورسمن در نقش مایکل وینستون
- آدریانو جیانینی در نقش جیان کارلو روسی
- ترزا ونسکووا در نقش اوکسانا